# Караксар
Каракса́р (рос. Караксар) — село у складі Олов'яннинського району Забайкальського краю, Росія. Входить до складу Єдиненського сільського поселення.

## Населення
Населення — 137 осіб (2010; 173 у 2002).
Національний склад (станом на 2002 рік):
- росіяни — 91 %